# Dôme du Goûter
Dôme du Goûter é uma montanha cujo topo atinge 4304 metros de altitude, no Maciço do Monte Branco, nos Alpes Graios, na região Ródano-Alpes (França) e Vale de Aosta (Itália).
O cume do Dôme du Goûter é marcado como estando inteiramente no território francês nos mapas do Institut Géographique National (IGN, francês), embora segundo o italiano Istituto Geografico Militare (IGM) o cume esteja representado sobre a linha da fronteira ítalo-francesa.
Este acidente geográfico faz parte da divisória de águas entre o mar Adriático e o mar Mediterrâneo, e com 4304 m faz parte dos cumes dos Alpes com mais de 4000 m

## Ascensão
Depois da estação Nide d'Aigles no final da linha do Tramway do Monte Branco que se encontra a 2370 m, subir ao Refúgio de Tête Rousse que se encontra a 3167 m o que demora cerca de 2h00.
A partir do refúgio subir 50 m para descer o corredor de neve até ao Glaciar de Bionnassay.

## Ligações externas

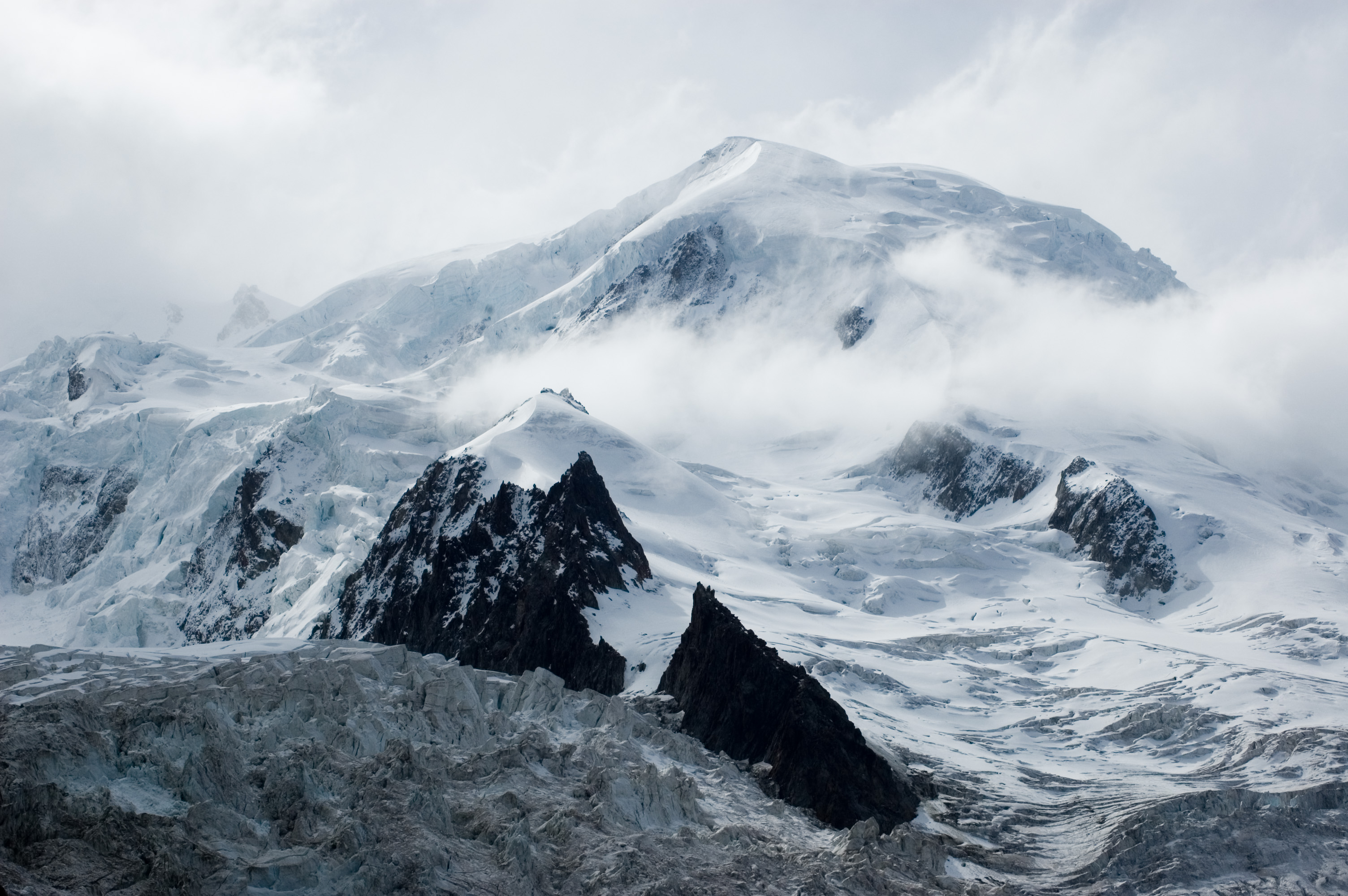
O cume do Dôme du Goûter.